# هنری تیزول
هنری تیزول (به انگلیسی: Henry Tazewell) سناتور سابق عضو حزب دموکرات-جمهوری‌خواه بود. وی در سال ۱۷۹۴ تا ۱۷۹۹ میلادی سناتور ایالت ویرجینیا در سنای ایالات متحده آمریکا بود.